# Arthur Cook
Arthur Edwin „Art“ Cook (* 19. März 1928 in Washington, D.C.; † 21. Februar 2021 in Rockville, Maryland) war ein US-amerikanischer Sportschütze.

## Erfolge
Arthur Cook nahm an den Olympischen Spielen 1948 in London im Wettbewerb mit dem Kleinkalibergewehr im liegenden Anschlag über 50 m teil. In sechs Durchgängen à zehn Schuss gelang es ihm lediglich im letzten Durchgang nicht, die vollen 100 Punkte zu erzielen. Mit insgesamt 599 Punkten erzielte er wie Walter Tomsen das beste Resultat, hatte aber im Gegensatz zu Tomsen, dem 42 glatte Treffer in die Zielmitte gelangen, 43 Mal exakt die Mitte getroffen. Cook erhielt so vor Tomsen und Jonas Jonsson die Goldmedaille.
Im Jahr darauf wurde er in Buenos Aires im liegenden Anschlag Weltmeister und gewann Silber im Dreistellungskampf sowie im Mannschaftswettbewerb im liegenden Anschlag über 50 und 100 m. In letzterem gewann er 1952 in Oslo und 1954 in Caracas mit der Mannschaft den Titel. Im liegenden Anschlag gewann er 1952 darüber hinaus Bronze im Einzel und mit der Mannschaft. Bei den Panamerikanischen Spielen 1951 in Buenos Aires gewann er Silber mit dem Kleinkaliber im Dreistellungskampf.